# Jean-Paul du Chaffault
Pour les articles homonymes, voir Chaffault.
Jean-Paul du Chaffaut est un homme politique français né le 25 avril 1798 à Digne-les-Bains (Alpes-de-Haute-Provence) et décédé le 8 mai 1866 à Digne-les-Bains.
Secrétaire général de la préfecture des Basses-Alpes à la fin de la Restauration, il est député des Basses-Alpes de 1848 à 1849, siégeant avec les républicains modérés.